# Kosmatch
Kosmatch (ukrainien : Косма́ч) est un village de l’oblast d'Ivano-Frankivsk, en Ukraine, dans le raïon de Kossiv.

## Population
6 054 habitants en 2004.

## Galerie d'images

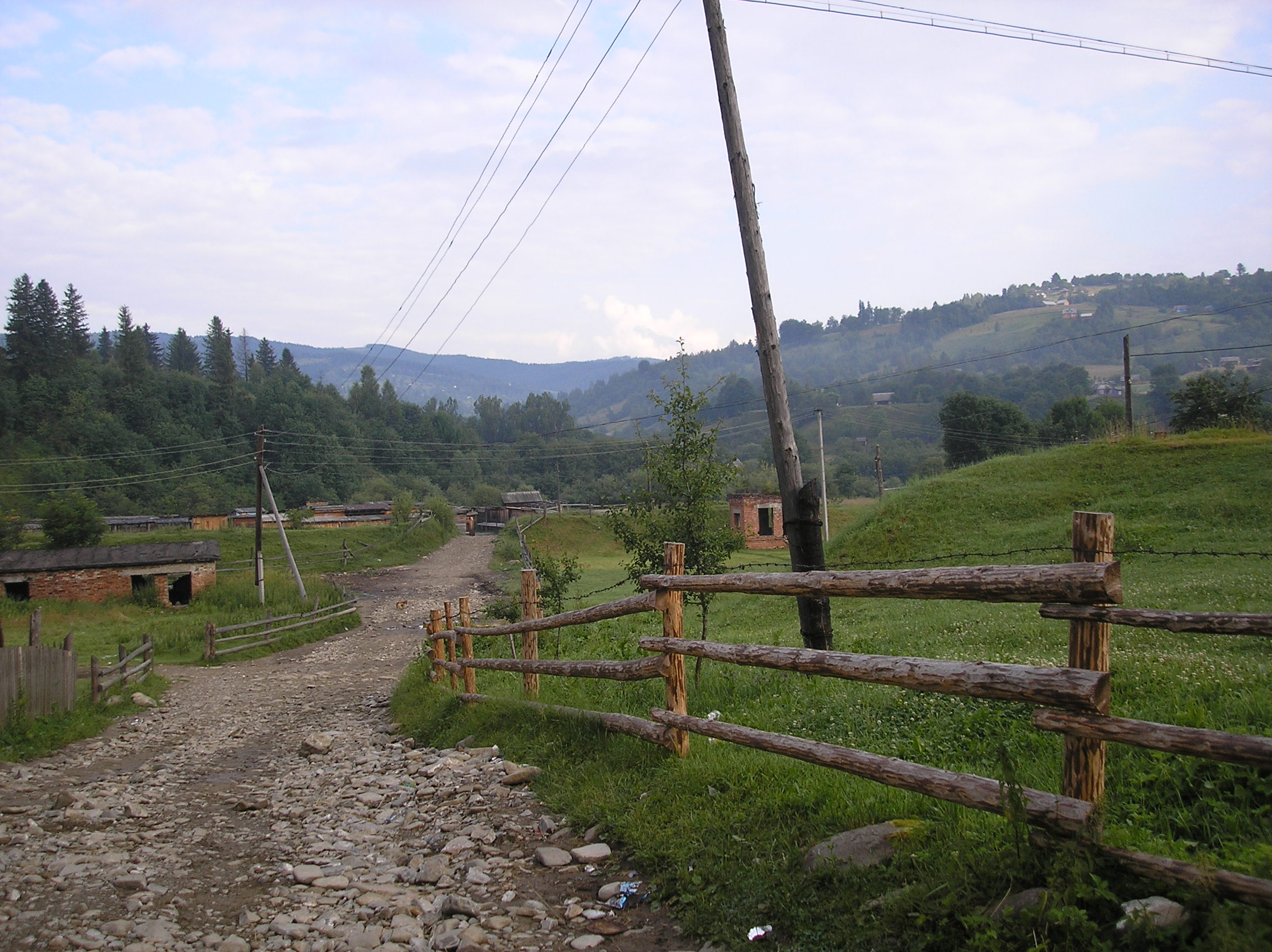
Chemin
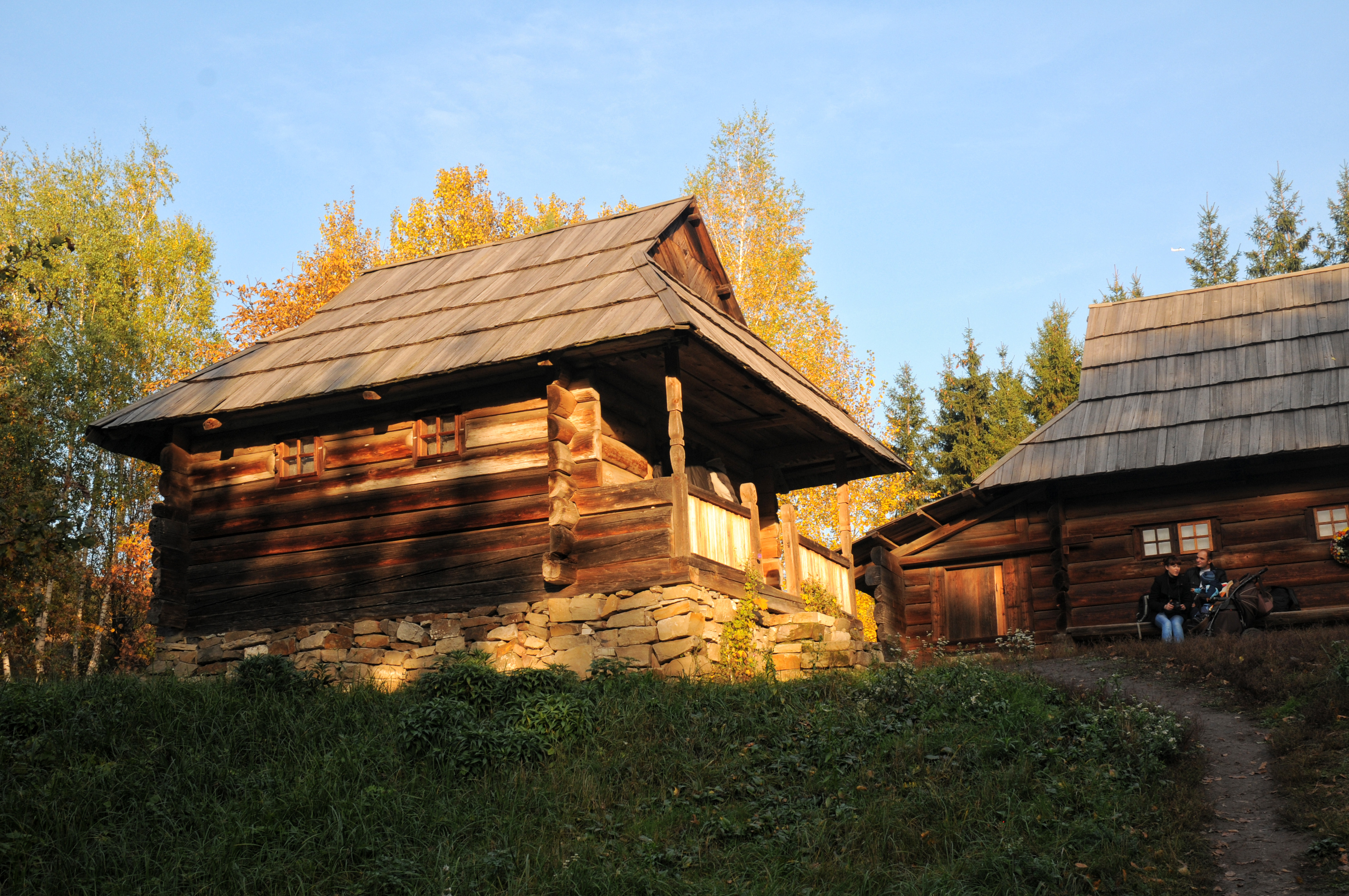
Musée en plein air, classé[1],
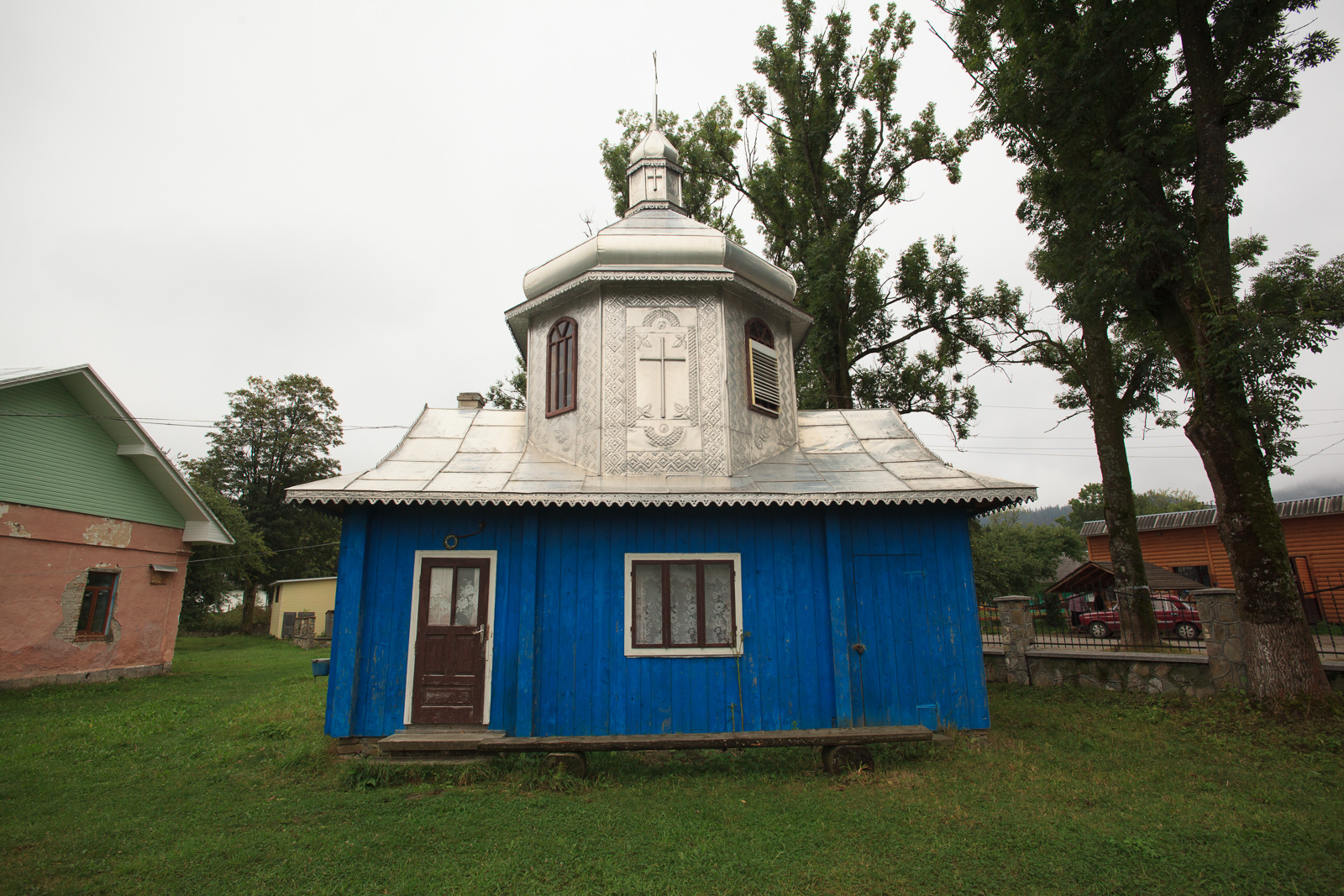
Église construite en 1718, classée[2],
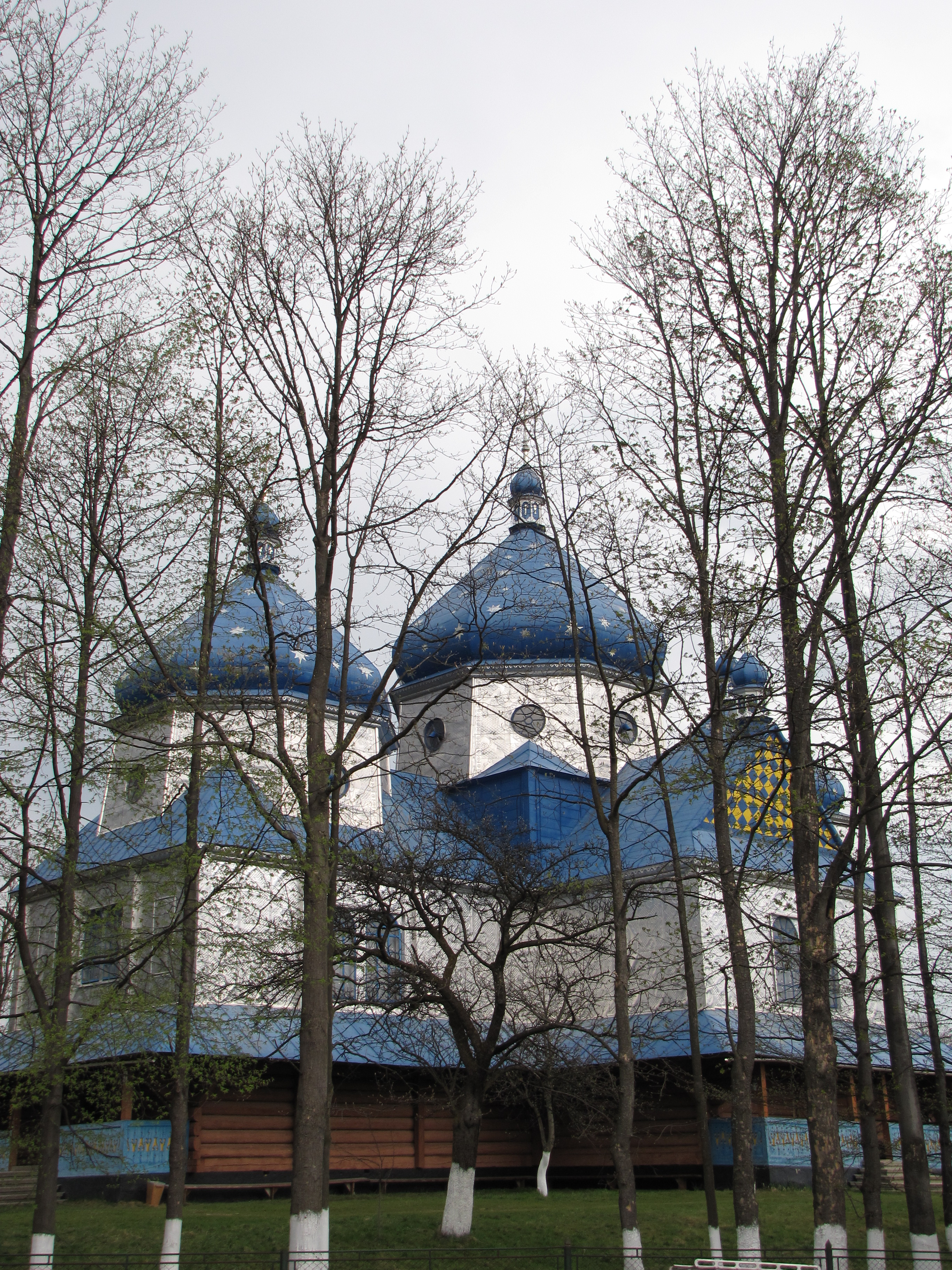
église sts-Pierre & Paul, classée[3],
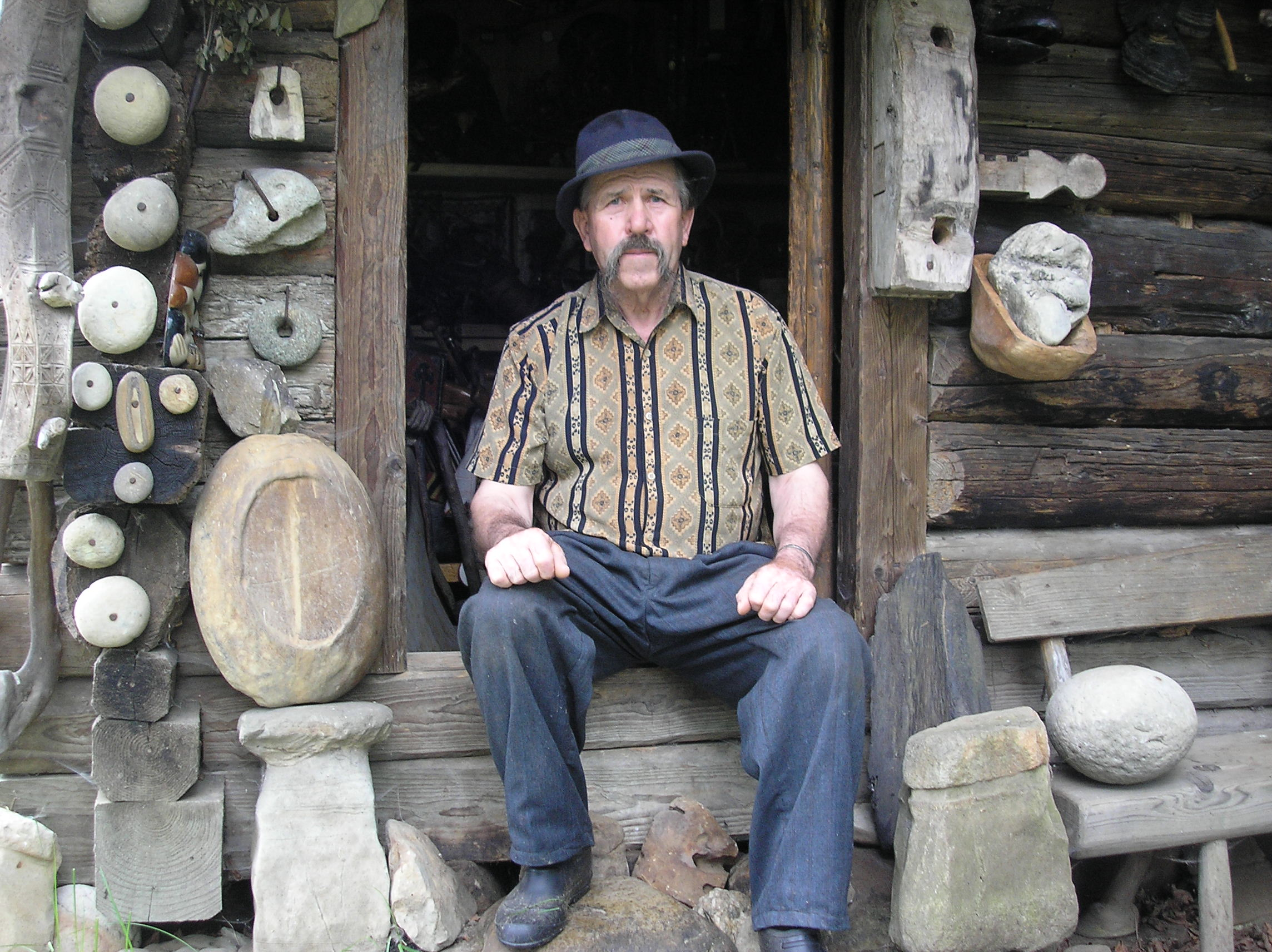
Le musée Dovbouch (uk).

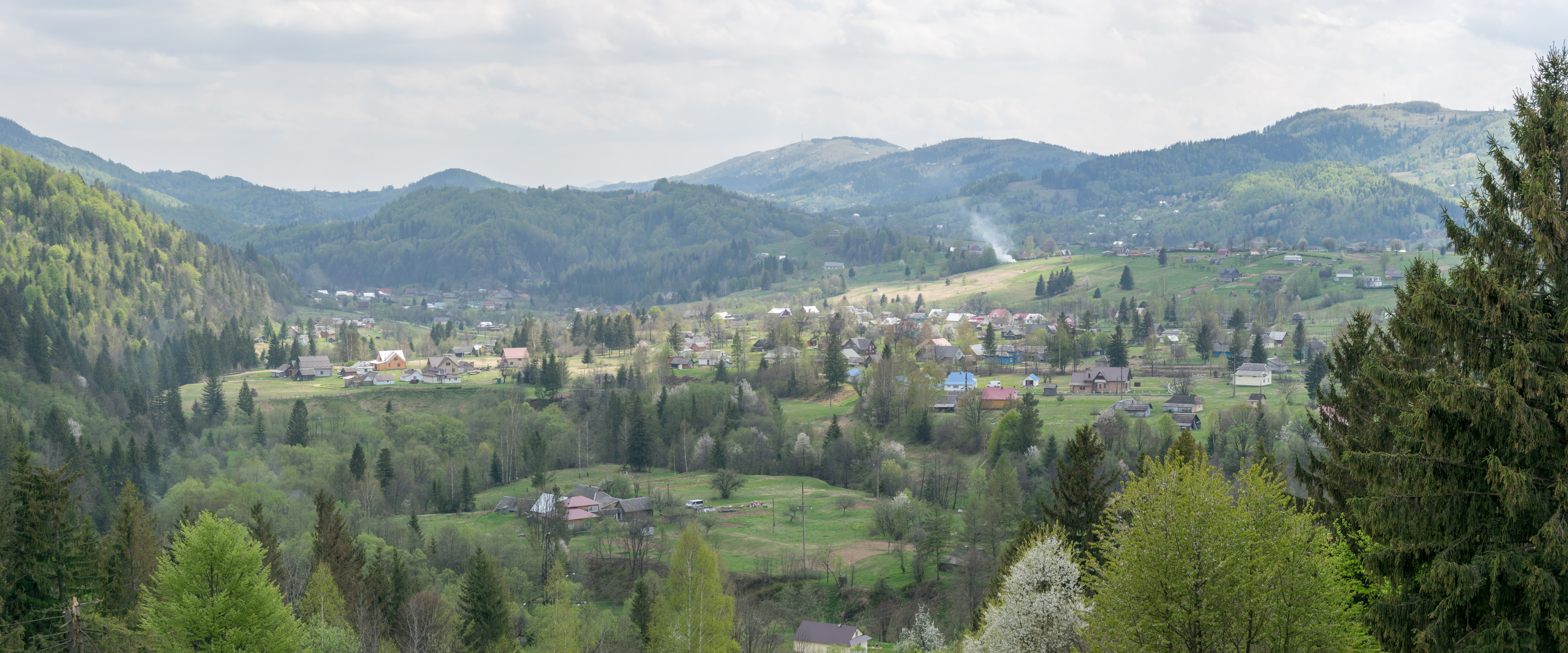
En été
et en hiver.

## Personnalités liées
- Omeljan Kovč ;
- Dmytro Pojodjouk.